# LovePlus
LovePlus (ラブプラス?) è un simulatore di appuntamenti sviluppato da Konami per Nintendo DS.
Pubblicato in Giappone nel 2009, il gioco ha ricevuto una nuova versione intitolata LovePlus+ nel 2010. Nel 2012 è stato distribuito un remake per Nintendo 3DS dal titolo New LovePlus a cui è seguita la pubblicazione due anni dopo di New LovePlus+ sulla stessa console portatile.